# Штефані Бруннер
Штефані Бруннер (нім. Stephanie Brunner; нар. 20 лютого 1994) — австрійська гірськолижниця, що спеціалізується в технічних дисциплінах, олімпійська медалістка (2018).
Срібну олімпійську медаль Бруннер виборола на Пхьончханській олімпіаді 2018 року в командних змаганнях з паралельного слалому.
Бруннер виграла змагання зі слалому на юніорському чемпіонаті світу 2013 року.

## Виноски
1. 1 2  Olympedia — 2006.
2. ↑  Mixed team results